# 杭州恒隆広場
杭州恒隆広場（こうしゅうこうりゅうひろば、ウエストレイク66、中国語: 杭州恒隆广场、英語: Westlake 66）は、中華人民共和国浙江省杭州市下城区に位置する超高層ビルである。

## 概要
2018年5月、杭州市下城区白京方にある商業用複合地が授与された。恒隆地産は107億3000万元で土地を購入した。コーン・ペダーセン・フォックスによって設計され、恒隆地産が2019年9月17日に着工し、2024年に段階的に完成する予定としている。
この商業統合プロジェクトには世界クラスのショッピングセンター、5つのグレードAのオフィスビル、高級ホテルが含まれている。また、ホテルは「杭州文華東方酒店」という名称で、2025年にオープンする予定。